# Trylma

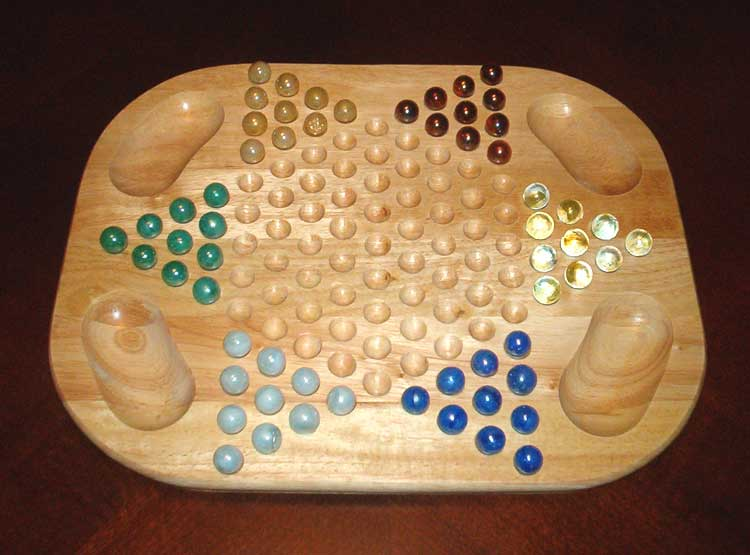
Plansza do gry w trylmę

Trylma – gra planszowa wieloosobowa na planszy w kształcie gwiazdy sześcioramiennej. Nazywana "chińskimi warcabami", nie pochodzi jednak z Chin - została stworzona w 1892 roku w Niemczech jako modyfikacja halmy.
Gra rozgrywana jest na planszy w kształcie gwiazdy sześcioramiennej. Może brać w niej udział dwóch, trzech, czterech lub sześciu graczy. Gra ma wiele wariantów. W podstawowym z nich gracze posiadają po równą liczbę pionków (10 lub 15 w zależności od liczby graczy). Celem gry jest przeprowadzenie swoich pionków do przeciwległego narożnika planszy. Można przesuwać pionek o jedno pole albo przeskakiwać sąsiadujące pionki. Po przeskoczeniu jednego pionka można przeskoczyć kolejny. Nie ma zbijania pionów przeciwnika a wygrywa ten z graczy, który jako pierwszy przeprowadzi wszystkie swoje pionki. Pozostali gracze kontynuują grę aż wszyscy skończą.
Istnieją również alternatywne reguły. Przykładowo każdy z graczy posiada po dziesięć pionków, przesuwanych za pomocą rzutu kością. Wszystkie pionki poruszają się w jednym kierunku; postawienie pionka w polu zajętym przez przeciwnika eliminuje jego pionek z gry. Wygrywa ten, który na mecie zgromadzi najwięcej pionków.